# Nicole Haislett
Nicole Lea Haislett, née le 16 décembre 1972 à St. Petersburg, est une ancienne nageuse américaine, spécialiste du 100 mètres et du 200 mètres nage libre.
Elle a décroché trois médailles d'or aux Championnats du monde de natation 1991 et aux Jeux olympiques de 1992.
Elle n'a pas battu de record du monde durant sa carrière mais a marqué la fin de la domination totale des nageuses sur le 100 mètres nage libre. Elle met fin au Goodwill Games en 1990 à leur invincibilité en compétition internationale qui perdurait depuis les Jeux olympiques de 1972 à Munich.

## Palmarès

### Jeux olympiques
- Jeux olympiques de 1992 à Barcelone (Espagne) :
  -  Médaille d'or sur le 200 mètres nage libre.
  -  Médaille d'or avec le relais américain 4 × 100 mètres nage libre.
  -  Médaille d'or avec le relais américain 4 × 100 mètres nage 4 nages.

### Championnats du monde de natation
- Championnats du monde en grand bassin 1991 à Perth (Australie) :
  -  Médaille d'or sur le 100 mètres nage libre.
  -  Médaille d'or sur le relais américain 4 × 100 mètres nage libre.
  -  Médaille d'or sur le relais américain 4 × 100 mètres 4 nages.
- Championnats du monde en grand bassin 1994 à Rome (Italie) :
  -  Médaille d'argent sur le relais américain 4 × 100 mètres nage libre.
  -  Médaille de bronze sur le relais américain 4 × 200 mètres nage libre.

### Championnats pan-pacifiques
- Championnats pan-pacifiques de 1991 à Edmonton (Canada) :
  -  Médaille d'or sur le 200 mètres nage libre.
  -  Médaille d'argent sur le 200 mètres 4 nages.
  -  Médaille de bronze sur le 100 mètres nage libre.
- Championnats pan-pacifiques de 1989 à Tokyo (Japon) :
  -  Médaille de bronze sur le 100 mètres nage libre.